# Bazylika Santa Maria sopra Minerva
Bazylika Santa Maria sopra Minerva – bazylika mniejsza w Rzymie, na Piazza della Minerva, w pobliżu Panteonu.
Kościół gotycki, zbudowany na miejscu wcześniejszej świątyni Minerwy, w latach 1280–1370, trójnawowy, na planie krzyża łacińskiego.
Świątynia ta jest kościołem rektoralnym parafii Santa Maria in Aquiro oraz kościołem tytularnym, od 1566 roku mającym również rangę bazyliki mniejszej.

## Lokalizacja
Kościół znajduje się w IX Rione Rzymu – Pigna przy Piazza della Minerva.

## Historia
- ok. 50 p.n.e. – Pompejusz zleca budowę świątyni ku czci bogini Minerwy (czyli rzymskiej odpowiedniczki Ateny).
- VIII wiek – papież Zachariasz wydaje zgodę na budowę kościoła na ruinach rzymskiej świątyni.
- XIII wiek – papież Aleksander IV przekazuje kościół zakonowi dominikanów, dzięki czemu kościół zwiększa swój prestiż.

W 1600 roku miała miejsce renowacja kościoła autorstwa Carlo Maderno, powiększono wówczas apsydę, dodano barokowe elementy dekoracyjne we wnętrzu, zniszczono średniowieczny baldachim nad ołtarzem oraz zmieniono fasadę.
W 1627 roku rozebrano pokój, w którym zmarła św. Katarzyna ze Sieny, i ponownie postawiono go obok zakrystii kościoła.
W 1725 roku ukończono fasadę (która nie została wykończona po przebudowie Maderny), jednak ze względów oszczędnościowych nie została ona ozdobiona dekoracjami. Podczas okupacji Rzymu przez Francuzów (w latach 1798–1814) kościół był używany przez nich jako stajnia, co spowodowało jego dewastację. Restaurację kościoła rozpoczęto dopiero w 1848 roku, prace nadzorował Fra Girolamo Bianchedi. Prace zakończyły się w 1855 roku, kiedy to przeniesiono relikwie św. Katarzyny ze Sieny pod ołtarz główny.
Do XIX wieku bazylika pełniła funkcję kościoła parafialnego.

## Architektura
Renesansowa fasada zorientowana jest na zachód, znajduje się w niej gotycka rozeta. Na placu przed wejściem stoi pomnik marmurowego słonia dźwigającego na swym grzbiecie egipski obelisk. Rzeźba słonia zaprojektowana została przez Berniniego i wykuta przez Ercole Ferratę w 1667 roku. Słoń jako symbol siły, mądrości i pobożności miał uosabiać te cnoty, uchodzące za bazę chrześcijańskiego wychowania. Łaciński napis na cokole głosi: "Zrozum za sprawą tego oto symbolu, że niewzruszona prawda wymaga krzepkiego rozumu" (Documentum intellige robustae mentis esse solidam sapientiam sustinere).
Kościół ma plan bazylikowy, 3-nawowy, z transeptem szerszym od nawy głównej i naw bocznych; budowlę otaczają kaplice boczne z wyjątkiem fasady i apsydy.
Wewnątrz znajdują się grobowce papieży: Klemensa VII, Leona X, Pawła IV, Urbana VII oraz św. Katarzyny ze Sieny, Doktora Kościoła, patronki Włoch, malarza Fra Angelico i arcybiskupa Toledo Bartłomieja Carranzy. W krypcie spoczywa także Józef Szymanowski (1779-1867), polski generał z okresu powstania listopadowego.
Na prawym końcu transeptu znajduje się bogato dekorowana freskami kaplica Carafa (nazywana tak od kardynała Oliviero Carafy, fundatora zdobień (wcześniej kaplica należała do rodziny Rustico). Kaplica jest poświęcona Wniebowzięciu Najświętszej Maryi Panny i św. Tomaszowi z Akwinu. Została poświęcona 1492 roku. Łuk triumfalny kaplicy przypisywany jest Mino da Fiesole, Andrei del Verrocchio i Giuliano da Maiano. Z kolei Filippino Lippi namalował malowidło do ołtarza, jak i freski na ścianie i sklepieniu. Ściana za ołtarzem przedstawia Wniebowzięcie Najświętszej Maryi Panny, w towarzystwie aniołów muzyków i apostołów poniżej (dolna część fresku została uszkodzona podczas wylewu Tybru).

## Kardynałowie prezbiterzy
Bazylika Santa Maria sopra Minerva jest jednym z kościołów tytularnych nadawanych kardynałom-prezbiterom (Titulus Sanctae Mariae supra Minervam). Tytuł ten został ustanowiony 24 marca 1557 roku, pierwszym kardynałem tytularnym był przyszły papież Pius V.
- Antonio (Michele) Ghislieri, O.P. (1557–1561)
- Michele Bonelli, O.P. (1566–1589)
- Girolamo Bernerio, O.P. (1589–1602)
- Francesco Maria Tarugi (1602–1608)
- Filippo Spinelli (1608–1616)
- Ladislao d’Aquino (1616–1621)
- Giulio Roma (1621–1639)
- Giambattista Altieri (1643–1654)
- Jean-François Paul de Gondi (1655–1679)
- Philip Thomas Howard (1679–1694)
- José Sáenz de Aguirre (1694–1699)
- Louis-Antoine de Noailles (1701–1729)
- Agostino Pipia, O.P. (1729–1730)
- Philipp Ludwig von Sinzendorf (1730–1747)
- Daniele Delfino (1747–1758)
- Giuseppe Pozzobonelli (1758–1770)
- Scipione Borghese (1770–1782)
- Tommaso Maria Ghilini (1783–1787)
- Vincenzo Ranuzzi (1787–1800)
- Giulio Maria della Somaglia (1801–1814)
- Francesco Fontana (1816–1822)
- Francesco Bertazzoli (1823–1828)
- Benedetto Barberini (1829–1832)
- Giuseppe Maria Velzi, O.P. (1832–1836)
- Antonio Francesco Orioli, O.F.M.Conv. (1838–1850)
- Raffaele Fornari (1851–1854)
- Guilherme Henriques de Carvalho (1854–1857)
- Francesco Gaude (1857–1860)
- Gaetano Bedini (1861–1864)
- Matteo Eustachio Gonella (1868–1870)
- John McCloskey (1875–1885)
- Zeferino González y Díaz Tuñón, O.P. (1887–1894)
- Egidio Mauri, O.P. (1895–1896)
- Serafino Cretoni (1896–1909)
- John Murphy Farley (1911–1918)
- Teodoro Valfré di Bonzo (1919–1922)
- Stanislas-Arthur-Xavier Touchet (1922–1926)
- Giuseppe Gamba (1926–1929)
- Giulio Serafini (1930–1938)
- Eugène Tisserant (1939–1946)
- Clemente Micara (1946); in commendam (1946–1965)
- Antonio Samorè (1967–1974)
- Dino Staffa (1976–1977)
- Anastasio Alberto Ballestrero, O.C.D. (1979–1998)
- Cormac Murphy-O’Connor (2001–2017)
- António Marto (2018–nadal)